# Smärtomannen

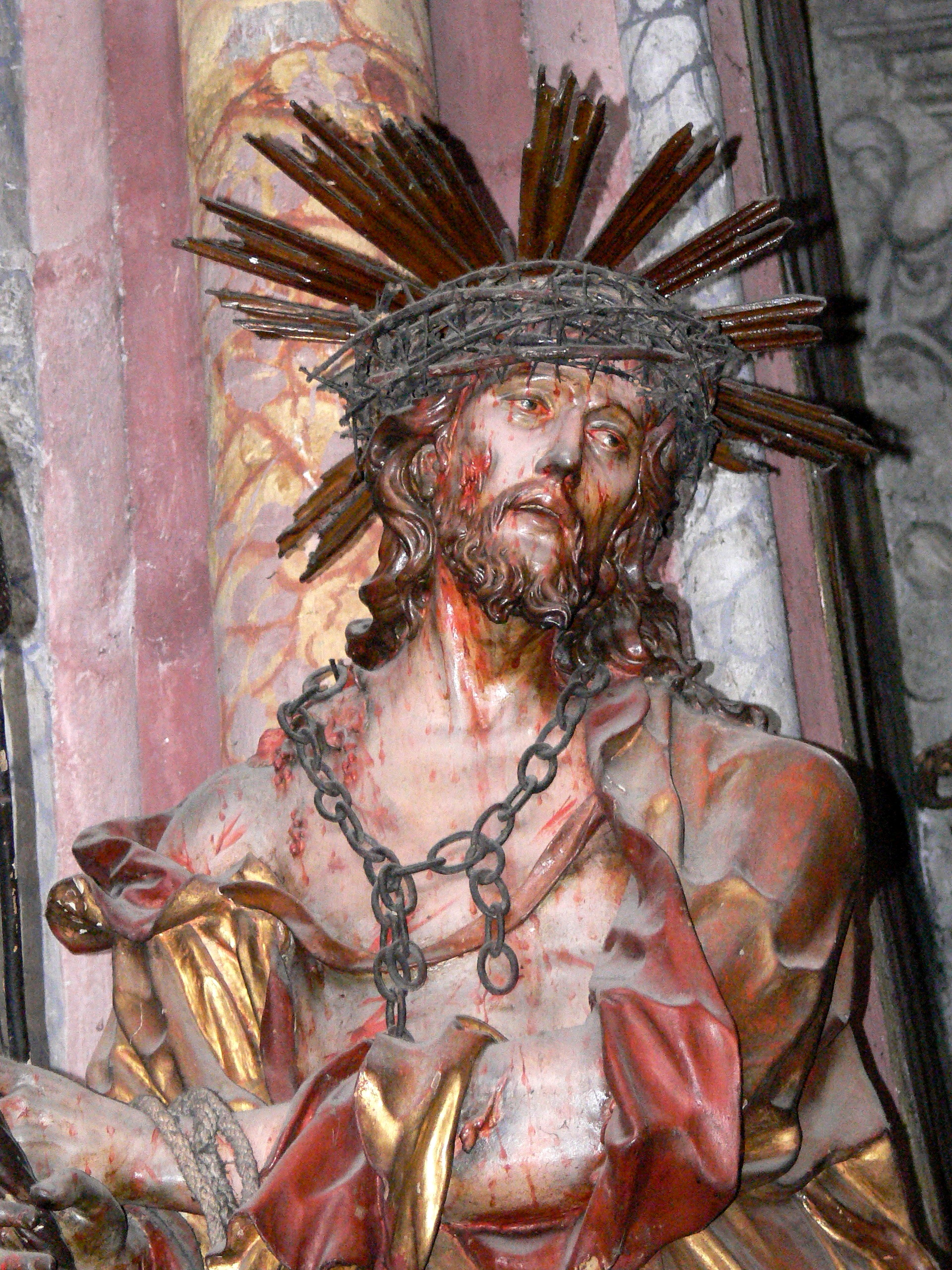
Smärtomannen avbildad i Sankt Wolfgangs kyrka, Österrike. Skulptur av Meinrad Guggenbichler, 1706.

Smärtomannen, Imago pietatis, är en bildframställning av den lidande Kristus, med tydligt framhävda sår. Begreppet anses härröra från Jesaja 53:3–4.
Bilden är vanlig inom senmedeltida konst, men förekommer även senare inom pietistiskt och herrnhutiskt influerad kyrklighet. Ofta avbildas också en kalk i vilken blod från såret i Jesu sida samlas.